# Isaac le pirate
Isaac le Pirate és una sèrie de còmic francobelga d'aventures escrita i dibuixada per Christophe Blain

## Sinopsi
La història està ambientada al segle xviii. Isaac és un jove pintor sense diners que viu un amor perfecte amb l'encantadora Alice. No obstant això, somina amb vitjar. Per casualitat, esdevindrà sense voler-ho el pintor oficial d'un gran pirata que vol immortalitzar el seu viatge als confins del món conegut. Com té por de caure en l'oblit, el mecenes d'Isaac ha decidit convertir-se en un gran explorador. Sotragat en aquest univers brual, Isaac esdevé testimoni d'aquesta aventura.

## Els personatges
- Isaac : Jove pintor amant d'Alice. Vol poder viure del seu art i a més satisfer Alice.
- Alice : Mestressa d'Isaac. Haurà d'esperar el retorn del seu estimat, una espera que posarà el seu amor a prova.
- Jacques : Pirata i amic d'Isaac, la seua vida està feta d'atracaments, morts i combats.

## Àlbums
- Tom 1 : Les Amériques (2001) - Millor àlbum Festival del Còmic d'Angulema 2002
- Tom 2 : Les Glaces (2002)
- Tom 3 : Olga (2002)
- Tom 4 : La Capitale (2004)
- Tom 5 : Jacques (2005)

### Editor
- A França: Dargaud (Collection Poisson pilote) : Toms 1 à 5 (primera edició dels toms 1 à 5).
- A Espanya: Norma Editorial amb el títol en castellà d'Isaac el pirata

A pesar d'estar editat a l'estat espanyol per una editorial catalana, aquesta col·lecció no ha aparegut encara en català.

## Rèferències
1. 1 2  «Isaac le Pirate» (en francès).   bedetheque.com. [Consulta: 15 maig 2022].